# Ishikawa Ryuta
Ryuta Ishikawa (sinh ngày 15 tháng 2 năm 1999) là một cầu thủ bóng đá người Nhật Bản.

## Sự nghiệp câu lạc bộ
Ryuta Ishikawa đã từng chơi cho Fagiano Okayama.